# De Sims 2: Appartementsleven
De Sims 2: Appartementsleven  (Engels: The Sims 2: Apartment Life) is het achtste en laatste uitbreidingspakket voor De Sims 2. Appartementsleven is op 29 augustus 2008 uitgebracht.

## Gameplay
Door dit uitbreidingspakket wordt het mogelijk om de Sims in een appartement te laten wonen, hierdoor kan de speler meerdere families op een kavel plaatsen. Op deze manier kan bij de buren op visite gegaan worden. Naast flatwoningen behoren rijtjeshuizen en twee-onder-een-kapwoningen tot de mogelijkheden om te bouwen.
De Sims kunnen een reputatie opbouwen om sociale netwerken mee te onderhouden. Hierdoor kunnen zij makkelijker opslag krijgen of promoveren op hun werk.

### Heks
Het nieuwe "monster" bij deze uitbreiding is de heks. Sims kunnen in een heks veranderen door bevriend te raken met een goede of kwade heks. De goede heks draagt witte kleding en heeft ook een witte gloed rondom haar. De kwade heks is groen van huidskleur, heeft een groene gloed rondom haar en draagt zwarte kleding. Als het uitbreidingspakket De Sims 2: Huisdieren is geïnstalleerd, kunnen de beide heksen ook een magische kat oproepen. Deze zal niet ouder worden en er moet ook niet worden voldaan aan haar behoeften. Zodra de Sim van de speler vaardig genoeg is met het toveren kan deze meubels en andere voorwerpen maken. Zodra de vaardigheid bijna volledig is zal de Sim ook van kleur en gloed veranderen. Het is ook mogelijk om een neutrale heks te worden, deze is noch goed, noch kwaad en draagt grijze kleding.